# ひとりあそび
『ひとりあそび』は、柴咲コウの2枚目のオリジナル・アルバム。2005年12月14日にユニバーサルミュージックから発売された。

## 解説
オリジナル・アルバムとしては前作『蜜』より、約1年10ヶ月振りとなる。
全11曲中9曲の作詞を柴咲コウ自身が手掛けている。前作発売以降のシングル3曲中、「かたち あるもの」は本作には未収録。

## チャート成績
オリコンチャート4位を獲得した。

## 収録曲
全作詞:柴咲コウ 特記以外作曲・編曲:Jin Nakamura
1. 恋愛感染経路
  - 作曲:mo'doo- 編曲:REO
2. memory pocket -メモポケ－
  - 編曲:華原大輔&REO
  - 8thシングル「Sweet Mom」カップリング
  - スクウェア・エニックス・ロールプレイングゲーム「コード・エイジ コマンダーズ」イメージ・ソング
3. 不自然な空気と果実
  - 作曲:shinya 編曲:上杉洋史
4. Graybee
  - 編曲:市川淳
5. 合わせ鏡
  - 作詞:MIZUE 作曲:崎谷健次郎 編曲:華原大輔
6. Glitter
  - 作曲:市川淳 編曲:華原大輔 ストリングス・アレンジ:前嶋康明
  - TBS系『恋するハニカミ!』テーマ・ソング
  - 7thシングル
7. strange space
  - 編曲:上杉洋史
8. 濡れた羽根
  - 作詞:荘野ジュリ・松井五郎 編曲:市川淳
9. 漆黒、十五夜
10. 若手クリエーター
  - 編曲:市川淳
11. Sweet Mom
  - 作曲・編曲:市川淳 ストリングス・アレンジ:弦一徹
  - 8thシングル
  - 東宝配給映画『この胸いっぱいの愛を』主題歌

## 演奏
- 柴咲コウ
  - Vocal
  - Chorus (#2.3.4.7.8.9.11)
- Lady Marmalade：Chorus (#1.10)
- sho：Chorus (#1)
- REO
  - Other Equipments (#1)
  - Programming (#2)
- 華原大輔
  - Programming (#2)
  - Other Equipments (#5.6)
- 古川望：Guitar (#2.4.5.7.8)
- 河合夕子：Chorus (#2.4.5)
- 竹上良成：Sax (#3)
- 渡辺格：Guitar (#3)
- 弦一徹ストリングス：Strings (#3.4.6.7.8.9.11)
- 上杉洋史：Other Equipments (#3.7)
- 市川淳
  - Guitar (#4)
  - Other Equipments (#4.8.10.11)
- 山木秀夫：Drums (#6)
- 美久月千晴：Bass (#6)
- 松本圭司：Piano (#6.10.11)
- shifo：Chorus (#6)
- 鈴木佐江子：Chorus (#8.11)
- Jin Nakamura：Other Equipments (#9)
- 渡辺等：Bass (#10)
- 石成正人：Guitar (#10)
- 藤井謙二：Guitar (#11)